# Podbřezí
Podbřezí település Csehországban, Rychnov nad Kněžnou-i járásban. Podbřezí Trnov, Semechnice, Bílý Újezd, Dobré és Dobruška településekkel határos. Lakosainak száma 597 fő (2024. január 1.).

## Népesség
A település lakosságának változását az alábbi diagram mutatja:
| Lakosok száma | 1148 | 1075 | 837  | 603  | 515  | 457  | 552  | 571  | 577  | 597  |
|               | 1869 | 1890 | 1921 | 1950 | 1980 | 2001 | 2017 | 2019 | 2022 | 2024 |